# Rudolf Goethe

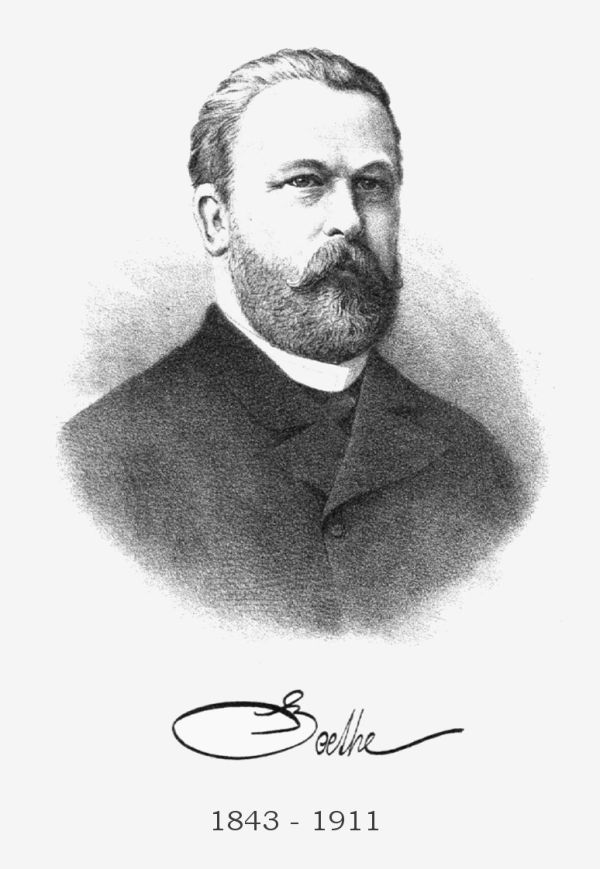
Rudolf Goethe

Rudolf Goethe (* 13. April 1843 in Naumburg/Saale; † 16. Januar 1911 in Darmstadt) war ein Fachmann für Weinbau (Önologe).

## Gärtnerischer Werdegang
Goethe war wie sein älterer Bruder Hermann ein Sohn des Steuerrats Theodor Daniel Goethe (1789–1853) und ein entfernter Verwandter des Dichters Goethe. Er erhielt seine gärtnerische Ausbildung an verschiedenen Gartenbauschulen. 1860 trat er dem neu gegründeten Pomologischen Institut von Eduard Lucas in Reutlingen bei. Es folgte eine weitere, diesmal landschaftsgärtnerische Ausbildung in Bad Muskau. Danach übernahm er in Stuttgart die Leitung einer Baumschule, die er kurz darauf noch um eine Rebschule erweiterte. Hier begann er ab 1869 Tafeltrauben und Zwergobst zu züchten. Goethe verfolgte aber auch die Gartenkunst weiter und machte sich bald in ganz Südbaden und der Schweiz einen Namen als Landschaftsgärtner. Neben diesen vielfältigen praktischen Tätigkeiten fand er noch Zeit, sich als Schriftsteller dem Verfassen und der Herausgabe von Büchern zum Thema Gartenkunst zu widmen.

## Wissenschaftlicher Werdegang
Goethe wurde 1874 Direktor der Kaiserlichen Obst- und Gartenbauschule im elsässischen Brumath. Im Rahmen dieser Tätigkeit vertiefte er zusätzlich noch seine Kenntnisse auf dem Gebiet des Pflanzenschutzes. Im Rahmen seiner fünfjährigen Tätigkeit in Brumath erwarb er sich eine hohe Reputation als Forscher und Wissenschaftler. Dies führte 1879 zu seiner Berufung als Direktor der Königlich Preußischen Lehranstalt für Obst- und Weinbau in Geisenheim. Diese sollte er 23 Jahre bis 1903 leiten. In dieser Zeit wurde die Lehranstalt in Geisenheim stark ausgebaut und man widmete sich zunehmend auch der gartenbaulichen und weinbaulichen Forschung. Unter dem Direktorat Goethes wurden unter anderem das Oenochemische Institut (1881), eine Wetterstation II. Ordnung (1884), eine Obstverwertungsstation (1885), eine Rebenveredelungsstation (1890), die Hefereinzuchtstation (1894) und eine Pflanzenpathologische Versuchsstation (1900) eingerichtet. Rudolf Goethe war als Direktor, Forscher und Herausgeber von wissenschaftlichen Publikationen maßgeblich an der Ausbildung des herausragenden Rufes der Lehr- und Forschungsanstalt Geisenheim im Wein- und Gartenbau beteiligt. Von ihm stammte die Anregung zur Gründung einer Vereinigung ehemaliger Studierenden, die mit dem Gründungsprotokoll vom 13. Mai 1894 zur Vereinigung Ehemaliger Geisenheimer führte.
Er gab die Mitteilungen über Obst- und Gartenbau (ab 1886) und die Zeitschrift Weinbau und Kellerwirtschaft (ab 1889) heraus und schrieb ein Handbuch der Tafeltraubenkultur (1894). Im Jahr 1900 führte er eine Obstbaumzählung auf dem Gebiet des heutigen Baden-Württemberg durch und stellte fest, dass der Neckarkreis mit 1560 ertragsfähigen Obstbäumen pro Hektar an der Spitze stand.
Die Asternsorte „Rudolf Goethe“ ist nach ihm benannt, ebenso eine Birnensorte.

## Werke

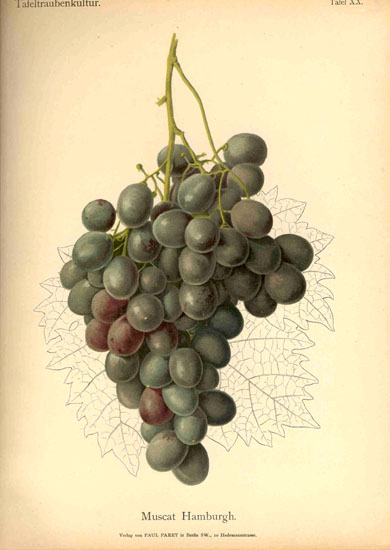
Abbildung Muscat Hamburgh aus Handbuch der Tafeltraubenkultur

- Weitere Mittheilungen über den Krebs der Apfelbäume. In: Landwirtschaftliche Jahrbücher 9, 1880, S. 837–852.
- Die Obstverwertung unserer Tage. Wiesbaden, Bechthold Verlag, 1893. (II. Auflage 1897)
- Handbuch der Tafeltraubenkultur. Mit Benutzung des Nachlasses von Wilhelm Lauche […] bearbeitet. Paul Parey, Berlin 1894.
- (mit Hermann Degenkolb, Reinhard Mertens) Aepfel und Birnen. Die wichtigsten deutschen Kernobstsorten. Paul Parey, Berlin 1894.
- Die Obst- und Traubenzucht an Mauern, Häuserwänden und im Garten. Paul Parey, Berlin 1900.
- Über den Krebs der Obstbäume. Paul Parey, Berlin 1904.
- (mit E. Ihne) Deutscher Obstbau. Paul Parey, Berlin 1909.
- Reiseskizzen eines alten Landschaftsgärtners. Ulmer, Stuttgart 1910.
- (mit Hermann Goethe) Atlas der Traubensorten. Manuskriptum, 2. Aufl. Leipzig 2004.